# A Year Without Rain (skladba)
A Year Without Rain je píseň americké pop/rockové skupiny Selena Gomez & the Scene. Píseň pochází z jeho druhého alba A Year Without Rain. Produkce se ujal producent Kevin Rudolf.
- 1. Round & Round
- 2. A Year Without A Rain
- 3. Rock God
- 4. Off The Chain
- 5. Summers Not Hot
- 6. Intuition
- 7. Spotlight
- 8. Ghost Of You
- 9. Sick of you
- 10. Live like there's no tomorrow